# Ефименко, Алексей Алексеевич
Алексе́й Алексе́евич Ефименко (20 августа 1985, Славгород, СССР) — белорусский хоккеист, левый нападающий. Обладатель бронзовой медали чемпионата КХЛ сезона 2014/2015. В настоящее время является игроком минской «Юности», выступающей в Белорусской экстралиге.
Выступал за «Локомотив-2» (Ярославль, 2001—2003), «Воронеж» (2003), «Рыбинск» (2003—2004), «Юность-Минск» и «Юниор» (2004—2008), «Химволокно» (Могилёв, 2008), «Металлург» (Жлобин, 2008—2009), «Динамо» (Минск, 2009). С 2009 года выступает за «Шахтёр» (Солигорск) в Белорусской Экстралиге.
В составе национальной сборной Белоруссии провёл 12 матчей (2 гола, 1 передача). В составе молодёжной сборной Белоруссии участник чемпионата мира 2005.
Серебряный призёр чемпионата Белоруссии (2010).
Золотой призёр чемпионата Белоруссии 2016 года.
Выступал за сборную Белоруссии на Чемпионатах мира по хоккею с шайбой 2013,2014,2015 года.
7 июня 2014 года подписал контракт на один сезон с Новосибирским клубом «Сибирь».
Бронзовый призёр чемпионата КХЛ в сезоне 2014/2015 (наивысшее достижение новосибирской ‘Сибири’)
Победитель Континентального Кубка 2018